# Gliny Wielkie
Gliny Wielkie – wieś w Polsce położona na Nizinie Nadwiślańskiej, w Kotlinie Sandomierskiej w województwie podkarpackim, w powiecie mieleckim, w gminie Borowa. Północną granicę Glin Wielkich wyznacza Wisła, oddzielona od wioski wałem przeciwpowodziowym, za którym rozciąga się kępa – pas drzew i zarośli.
W latach 1975–1998 miejscowość administracyjnie należała do województwa rzeszowskiego.
W Glinach Wielkich urodził się Czesław Basztura, polski naukowiec zajmujący się akustyką mowy.
| SIMC    | Nazwa    | Rodzaj     |
| ------- | -------- | ---------- |
| 0645719 | Leśniaki | część wsi  |
| 0645725 | Podwale  | przysiółek |

## Historia
- 1420 – właścicielem terenów Glin Wielkich był Świętosław de Glyny (źródło: Józef Krzepela w swojej pracy zatytułowanej „Księga rozsiedlania rodów ziemiańskich w dobie Jagiellonów” (użyto wtedy do nazwania tych terenów starej nazwy: „Glyny” – pierwsza historyczna wzmianka.
- 1470-1480 – z tych lat pochodzi „Liber beneficiorum” Jana Długosza w której po raz pierwszy nazwano tereny tej miejscowości oficjalnie Glinami Wielkiemi oraz wyraźnie wskazano moją odrębność od Glin Małych. Według niniejszego dokumentu miejscowość należała do parafii Połaniec, a dziedziczył ją Jan Borowski z Łopuchowa.
- XVI wiek – wieś w posiadaniu rycerskiego rodu Mieleckich herbu Gryf.
- 1542 – synowie kasztelana Zawichojskiego dzielą się dobrami ojca, w wyniku tego miejscowość przypada w posiadanie Janowi Mieleckiemu, późniejszemu wojewodzie i marszałkowi wielkiemu koronnemu.
- 1572 – miejscowość wchodzi w skład dóbr klucza rzemieślniczego, należącego do Stanisława Tarnowskiego (herbu Leliwa), po jego śmierci przypada wraz z kilkoma okolicznymi wsiami w posiadanie Janowi Tarnowskiemu.
- 1772 – Gliny Wielkie zostają wcielone do zaboru austriackiego. Wisła była granicą między Austrią a upadającą Rzecząpospolitą, więc wytyczenie takiej granicy spowodowało odłączenie Glin Wielkich od parafii połanieckiej.
- 1786 – oficjalne przyłączenie wsi do parafii Borowa (czyli z chwilą utworzenia diecezji tarnowskiej).

Do połowy XIX wieku Gliny Wielkie były znacznie większa od sąsiednich Glin Małych. Najlepiej ukazuje to „Spis wojskowy ludności z Galicji” z 1808 roku, według którego Gliny Wielkie liczyły 39 domów i 256 mieszkańców (dwa razy większe od Glin Małych liczących wtedy jedynie 21 domów i 127 mieszkańców). Gliny Małe z czasem wchłonęły sąsiedni Lisówek przez co znacznie powiększyły swój rozmiar i liczbę mieszkańców.